# Chłopice (gmina)
Pour la localité, voir Chłopice.
Chłopice est une gmina rurale du powiat de Jarosław, Basses-Carpates, dans le sud-est de la Pologne. Son siège est le village de Chłopice, qui se situe environ 6 km au sud de Jarosław et 50 km à l'est de la capitale régionale Rzeszów.
La gmina couvre une superficie de 49,11 km2 pour une population de 5 690 habitants.

## Géographie
La gmina inclut les villages de Boratyn, Chłopice, Dobkowice, Jankowice, Łowce, Lutków et Zamiechów.
La gmina borde les gminy de Jarosław, Orły, Pawłosiów, Radymno, Rokietnica et Roźwienica.